# La mentirita blanca
La mentirita blanca es el primer largometraje del director chileno Tomás Alzamora, producida por la compañía productora chilena Equeco. La producción se realizó en marzo de 2016, en el pueblo natal del director, San Carlos, Ñuble, en la zona centro sur de Chile, ubicado a 380 kilómetros al sur de la capital del país, Santiago.
Fue estrenada mundialmente en marzo del 2017 en el Festival Internacional de Cine de Miami donde obtiene el Jordan Ressler Screenwriting Award, premio al mejor guion. Luego de su estreno en Miami la película fue adquirida por Sony Pictures para su distribución en Latinoamérica & Caribes.
Su estreno en Chile fue el 1 de junio de 2017. The Hollywood Reporter describió a Tomás Alzamora Muñoz como “uno de los nuevos talentos latinoamericanos a seguir”.

## Sinopsis
Debido a la falta de acontecimientos en un pequeño pueblo campesino, Edgardo (Rodrigo Salinas), un fracasado periodista se ve forzado a inventar noticias para no perder su trabajo. Al convertirse en el reportero más popular de la región, deberá decidir entre seguir mintiendo y aumentar su fama, o contar la verdad y perderlo todo.

## Elenco
- Rodrigo Salinas como Edgardo Leyendeker[5]
- Ernesto Meléndez Álvarez como Vladi
- Daniel Antivilo como Don Fabi
- Catalina Saavedra como Leontina Leyendeker
- Jonas Sanche como Carlitos
- Fernando Alonso Barrera como periodista diario la discusión
- Daniel Candia como "El Policía"
- Alejandra Yáñez como Sarita

## Reconocimientos
- Mejor Guion Festival Internacional de Cine de Miami / Jordan Alexander Ressler Screenwriting Award (USA, 2017)[6][7]
- Selección Oficial Festival Internacional de Cine de Santander (Colombia, 2017)
- Selección Oficial Festival Internacional de Cine de Quito (Ecuador, 2017)
- Selección Oficial Festival de Cine latino de San Francisco (USA, 2017)
- Selección Oficial Festival Internacional de Cine de Varsovia (Polonia, 2017)
- Ventana del Cine Chileno Festival Internacional de Cine de Valdivia (Chile, 2017)
- Muestra Central Festival de Cine de La Serena (Chile, 2017)
- Selección Oficial Festival de Cine por La Transparencia, (Costa Rica, 2017)
- Muestra Central Bolivia LAB (Bolivia, 2017)
- Muestra Central Festival de Cine de Los Andes y San Felipe (Chile, 2017)
- Muestra Central Festival de Cine de Ovalle (Chile, 2017)
- Selección Oficial Fajr Festival Internacional de Cine de Fajr (Tehran, Iran 2018)
- Premio del Público, Hecho en Chile, Bio Bio Cine (Chile, 2018)
- Mejor Película, Festival Internacional Construir Cine (Argentina, 2018)
- Mejor Actriz de reparto a Catalina Saavedra, Premios Caleuche (Chile, 2018)
- Muestra Central Festival de Cine de Rancagua (Chile, 2018)
- Muestra Central Festival de Cine de Rengo (Chile, 2018)
- Muestra Fuera de competencia Festival Arica Nativa (Chile, 2018)
- Selección oficial Ljubljana International Film Festival (Eslovenia, 2018)
- Selección oficial Festival Linarense de Cine Nacional (Chile, 2018)
- Selección oficial Tucumán Cine (Argentina, 2018)
- Selección Oficial Indie Pasión Film Festival (USA, 2018)
- Muestra Central Festival de Cine de Ñuble (Chile, 2019)

## Crítica
- La Mentirita Blanca por The Hollywood Reporter
- La Mentirita Blanca por Cine Chile
- La Mentirita Blanca por El Mercurio (enlace roto disponible en Internet Archive; véase el historial, la primera versión y la última).
- La Mentirita Blanca por El Agente Cine
- La Mentirita Blanca por Humo Negro
- La Mentirita Blanca por Cocalecas
- La Mentirita Blanca por Pousta
- La Mentirita Blanca por CineTvyMas